# Hematofaag

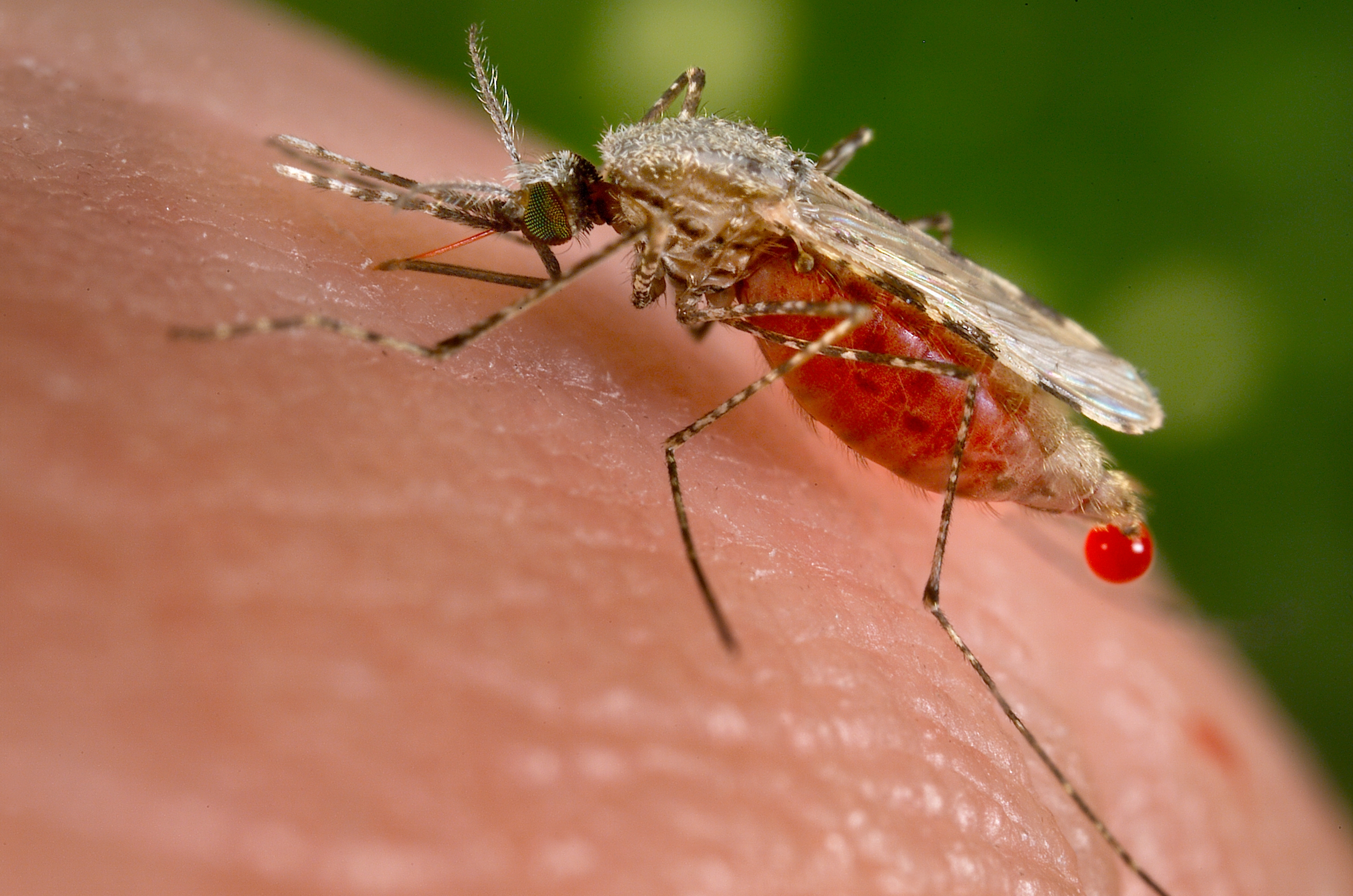
Een Anopheles stephensi-mug die via zijn puntige proboscis bloed uit een menselijke gastheer zuigt. Let op de druppel bloed die uit het gezwollen achterlijf wordt verdreven. Deze mug is een malariavector met een verspreiding die reikt van Egypte tot China.

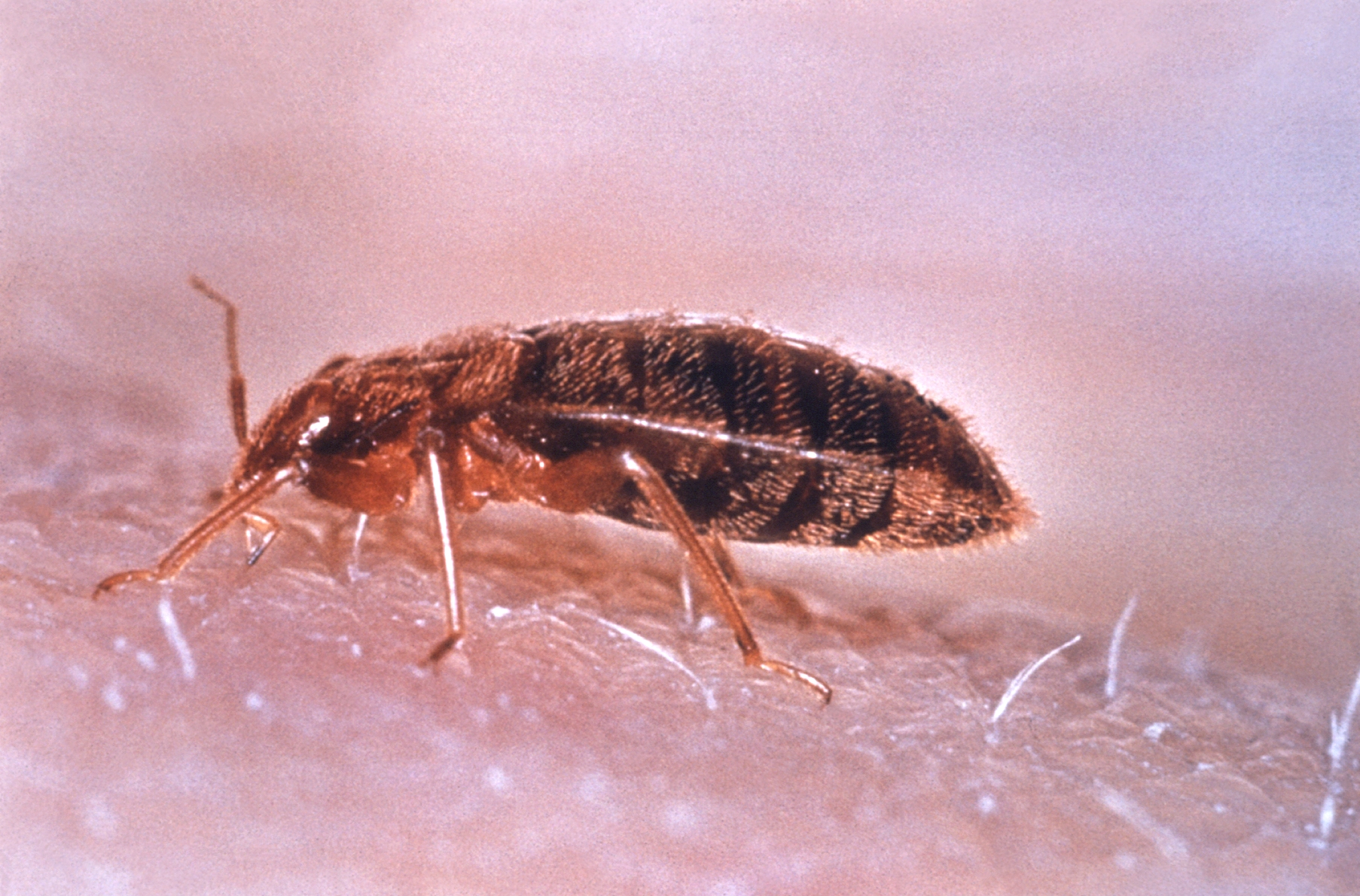
Een bedwants

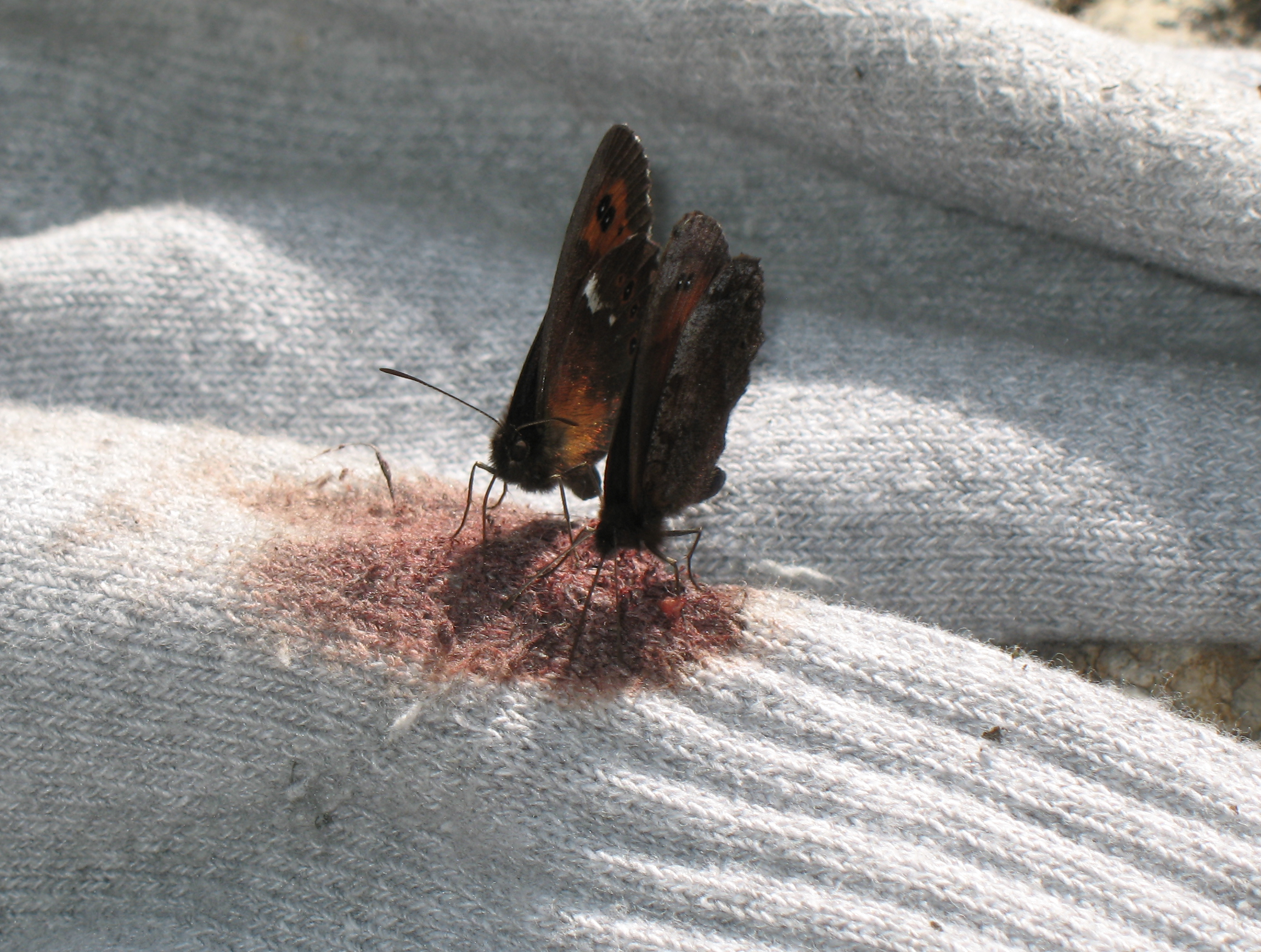
Oranje zandoogjes (Pyronia tithonus) die vers bloed uit een sok zuigen

Hematofagen (afgeleid van het Griekse αἷμα haima "bloed", en φαγεῖν phagein "eten") zijn dieren die zich voeden met bloed. De hematofage voedingswijze staat bekend als hematofagie.
Omdat bloed een vloeibaar weefsel is, en derhalve rijk aan eiwitten en lipiden die zonder veel moeite kunnen worden ingenomen, is hematofagie een voorkeursvoedingsvorm voor veel kleine, ongewervelde dieren, zoals wormen en geleedpotigen.
Sommige soorten rondwormen, bijvoorbeeld de ancylostomiden, zijn parasieten die zich voeden met bloed dat ze betrekken uit de haarvaten van de darmen van hun gastheer. Ongeveer 75 procent van alle soorten bloedzuigers, bijvoorbeeld de Hirudo Medicinalis, een vrijlevende (niet-parasitaire) worm, is hematofaag.
Onder de gewervelde dieren zijn er vissoorten, zoals prikachtigen en Vandellia cirrhosa, soorten zoogdieren, in het bijzonder de vampiervleermuizen, en vogelsoorten als de vampiervink, españolaspotlijster, de tristanlijster en ossenpikker, die ook aan hematofagie doen.

## Mechanisme en evolutie
Hematofage dieren hebben monddelen en biochemische middelen voor het doorboren van bloedvaatjes in de huid van hun gastheren, meestal van zoogdieren, vogels of vissen. Dit voedingsmechanisme staat bekend als flebotomie (van de Griekse woorden phleps "ader" en tomos "snijden").
Zodra een bloedvat is doorboord (bij de meeste insecten door een gespecialiseerde fijne, holle "naald", de proboscis, die de huid en haarvaten van de gastheer doorboort; in vleermuizen door scherpe snijtanden), wordt bloed opgenomen door het rechtstreeks uit de haarvaten te zuigen, door het op te drinken uit een plas bloed, of, in het geval van vampiervleermuizen, door de wond te likken. Om natuurlijke hemostase (bloedstolling), vasoconstrictie, ontstekingen en pijnprikkelingen bij de gastheer te overwinnen, hebben hematofage dieren gedurende de evolutie biochemische stoffen ontwikkeld (secundaire metabolieten), bijvoorbeeld in hun speeksel, die ze vooraf in een haarvat injecteren, bijvoorbeeld een lokaal pijnverdovende stof, of een stof die leidt tot capillaire dilatatie (verwijding van het haarvat).
Wetenschappers hebben antistollingsmiddelen voor menselijk gebruik ontwikkeld, door stoffen in het speeksel van verschillende hematofage soorten te onderzoeken, zoals bloedzuigers (hirudine): een voorbeeld van biotechnologie.
Er worden twee soorten hematofagie onderscheiden: obligate en facultatieve. Obligaat ('verplicht') hematofage dieren kunnen niet overleven op enig ander voedsel dan bloed. Voorbeelden zijn Rhodnius prolixus, een Zuid-Amerikaanse roofwantsensoort, en de bedwants. Facultatieve hematofagen daarentegen verkrijgen ten minste een deel van hun voeding uit niet-bloedbronnen, in ten minste een van hun volwassen vormen. Voorbeelden hiervan zijn veel soorten muggen, zoals de gelekoortsmug, waarvan zowel de mannetjes als de vrouwtjes zich voeden met stuifmeel en vruchtensap om te overleven, maar waarvan de vrouwtjes (de proteïnen uit) bloed nodig hebben om hun eieren te kunnen produceren. Sommige vliegsoorten, bijvoorbeeld Leptoconops torrens, zijn ook facultatieve hematofagen.
Als voedingspraktijk is hematofagie 'onafhankelijk' (parallel) geëvolueerd in een aantal taxa van geleedpotigen, ringwormen, rondwormen en zoogdieren. Zo hebben tweevleugeligen elf families met hematofage eetgewoonten (meer dan de helft van de 19 hematofage, geleedpotige taxa). Ongeveer 14.000 soorten geleedpotigen zijn hematofaag. Hematofagie bij insecten, inclusief muggen, wordt verondersteld te zijn geëvolueerd vanuit fytofagie of entomofagie. Verschillende complementaire biologische aanpassingen voor het lokaliseren van de gastheren (meestal in het donker, aangezien de meeste hematofage soorten 's nachts actief zijn, en zich stil voortbewegen om detectie te voorkomen) zijn ook geëvolueerd, zoals speciale fysische of chemische detectoren voor zweetcomponenten, CO2, warmte, licht of beweging.

## Besmettingsrisico's
Flebotomie vormt een risico voor besmetting van de gastheer met bacteriën, virussen en door bloed overgedragen parasieten die het hematofage organisme mogelijk met zich mee draagt. Zo worden veel besmettelijke ziekten bij dieren en mensen overgedragen door hematofage, ongewervelde diersoorten, zoals de builenpest, de ziekte van Chagas, dengue, oostelijke paardenencefalitis, filariasis, leishmaniasis, de ziekte van Lyme, malaria, hondsdolheid, slaapziekte, St. Louis encefalitis, tularemie, tyfus, Rocky Mountain spotted fever, westnijlkoorts, zikakoorts en vele andere.

## Menselijke hematofagie
Veel menselijke samenlevingen drinken bloed van dieren of gebruiken het om voedsel en delicatessen te bereiden. Koeienbloed gemengd met melk is bijvoorbeeld een traditionele drank van de Afrikaanse Maasai. Marco Polo meldde dat de Mongolen, indien nodig, bloed van hun paarden dronken. Op veel plaatsen over de hele wereld wordt bloedworst gegeten. Sommige prehistorische samenlevingen, zoals de Moche, kenden een vorm van rituele hematofagie. De Scythen, een vroeger nomadenvolk uit Rusland, dronken het bloed van de eerste vijand die ze in de strijd hadden gedood, gedrag waar tegenwoordig een taboe op rust. Er bestaan nog wel psychiatrische gevallen van patiënten die hematofagie op mensen plegen. Slechts het eigen bloed in kleine hoeveelheden uit een wond zuigen of likken is tegenwoordig nog geaccepteerd menselijk gedrag. Menselijk vampirisme ten slotte, is een veelvoorkomend onderwerp in literaire werken en in de popcultuur.